# María Canals Barrera
María Canals Barrera, född Maria Pilar Canals den 28 september 1966 i Miami i Florida, är en amerikansk skådespelerska. Hon är mest känd för rollerna som Theresa Russo i Magi på Waverly Place och Connie Torres i Camp Rock och Camp Rock 2: The Final Jam.

## Filmografi (urval)

### Filmer
- 1993 – En och en halv snut – Mrs. Bobo
- 2001 – America's Sweethearts – Adinah
- 2002 – Maskernas mästare – Sophia
- 2008 – Camp Rock – Connie Torres
- 2010 – Camp Rock 2: The Final Jam – Connie Torres
- 2011 – Det är aldrig för sent Larry Crowne – Lala Pinedo

### TV-serier
- 2004 – Simma lugnt, Larry! – Dalilah, 2 avsnitt
- 2001–2006 – Justice League – Hawkgirl/Shayera Hol/Beatriz da Costa med flera, 52 avsnitt (röst)
- 2004–2006 – Danne Fantom – Paulina, 15 avsnitt (röst)
- 2006 – Händige Manny – Peggy Salazar, 1 avsnitt
- 2007–2012 – Magi på Waverly Place – Theresa Russo/Theresa Larkin-Russo, 105 avsnitt

### Webbkällor
- María Canals Barrera på Internet Movie Database (engelska)